# Errol Charles
Cyril Errol Melchiades Charles (Castries, 10 dicembre 1942) è un politico santaluciano, Governatore generale di Saint Lucia dal 1º novembre 2024.

## Biografia
Nato a Castries il 10 dicembre 1942, ha frequentato la St. Aloysius Boys' School e il St. Mary's College, e ha completato gli studi a Trinidad e Tobago. Ha lavorato per il governo di Saint Lucia dal 1962 al 1992, principalmente in qualità di ispettore fiscale, passando poi al settore privato e al lavoro autonomo.
In seguito alle dimissioni di Neville Cenac, è stato nominato Governatore generale di Saint Lucia a titolo temporaneo l'11 novembre 2021. Il 23 gennaio 2025 il governo santaluciano ha annunciato che Charles è stato ufficialmente riconfermato Governatore generale, a decorrere dal 1º novembre 2024.

## Vita privata
Di religione cattolica, è sposato con Anysia Samuel. Parla inglese e creolo.